# 大衛·帕特森 (政治人物)
大衛·亞歷山大·帕特森（David Alexander Paterson，1954年5月20日—），又譯名派特森，曾於2008至2010年任美國紐約州的州長，並曾任第74任副州長。民主黨籍。

## 背景
派特森在美國紐約州紐約市布魯克林區出生，曾唸法律和服務於皇后區檢察官辦公室。派特森在3個月大嬰兒時耳朵感染病菌，擴展至視覺神經，引致左眼失明，右眼只有20/400的視力。為使派特森入讀主流學校，求學時期的他，曾跟父母遷居長島，入讀富爾頓學校正常班級。派特森愛打籃球，1999年完成紐約市馬拉松全程。
他在2008年3月17日，由於艾略特·斯皮策因嫖妓而辭職繼任。 他是紐約州第一位非裔美國人州長，也是第一位在法律上被視為失明的美國州長。
2010年2月26日，帕特森由於被指包庇一名襲擊女友的助手，在黨內壓力下，宣佈放棄競逐連任下一個四年任期。